# Pawłowo (powiat chojnicki)
Pawłowo – wieś w Polsce, położona w województwie pomorskim, w powiecie chojnickim, w gminie Chojnice przy trasie drogi wojewódzkiej nr 240. Połączenie z centrum Chojnic umożliwiają autobusy komunikacji miejskiej (linia nr 2) oraz autobusy PKS. We wsi znajduje się między innymi kościół pw. św. Mikołaja, pałacyk z początku XX w, Szkoła Podstawowa im. Wandy Chotomskiej oraz klub sportowy TKF „Jantar” Pawłowo.
| SIMC    | Nazwa       | Rodzaj    |
| ------- | ----------- | --------- |
| 0082127 | Pod Czersk  | część wsi |
| 0082133 | Pod Tuchole | część wsi |
| 0082140 | Za Koleją   | część wsi |

W latach 1975–1998 miejscowość należała administracyjnie do województwa bydgoskiego.